# Kevin Livingston
Kevin Livingston, född 24 maj 1973 i St. Louis, Missouri, är en amerikansk före detta professionell tävlingscyklist. Livingston var professionell åren 1995–2002 för Motorola, Cofidis, US Postal Service och Team Telekom. Livingston var en duktig klättrare och nyttig som hjälpryttare åt sina stallkaptener i Tour de France.

## Karriär
Kevin Livingston debuterade i Tour de France 1997 med Cofidis och slutade på 38:e plats i sammandraget. 1998 slutade han på 17:e plats i sammandraget och hjälpte Cofidis stjärna Bobby Julich till en tredjeplats i sammandraget bakom Marco Pantani och Jan Ullrich.
Som medlem av US Postal Service var Livingston en viktig hjälpryttare åt Lance Armstrong under 1999 och 2000 års upplagor av Tour de France. 2001 bytte Livingston stall till tyska Team Telekom och under 2001 års Tour de France var han istället hjälpryttare åt Armstrongs rival Jan Ullrich.
Livingston cyklade sin sjätte och sista Tour de France 2002 vilket var under hans sista år som professionell cyklist.

### Resultat i Grand Tours
| Grand Tour      | 1995 | 1996 | 1997 | 1998 | 1999 | 2000 | 2001 | 2002 |
| --------------- | ---- | ---- | ---- | ---- | ---- | ---- | ---- | ---- |
| Giro d'Italia   | –    | –    | –    | –    | –    | –    | 114  | –    |
| Tour de France  | –    | –    | 38   | 17   | 36   | 37   | 43   | 56   |
| Vuelta a España | 106  | 61   | –    | –    | –    | –    | –    | –    |

## Stall
- Motorola 1995–1996
- Cofidis 1997–1998
- US Postal Service 1999–2000
- Team Telekom 2001–2002